# 末阿莫
末阿莫，又作末冒，摩尼教创建者摩尼的十二使徒之一，东方中亚教会的开创者。末阿莫是著名的东方摩尼教使徒，但他确切的出身不详。从他的叙利亚语名字（Ammānūēl）可以看出他亚兰人的身份，但也有学者认为他是帕提亚人。由他一手建立的东方摩尼教会使用帕提亚语作为官方语言，后来在6世纪被粟特语所替代。此外，末阿莫被广泛认为是摩尼教帕提亚语组诗《安嘎罗西南》和《胡亚达曼》的作者。

## 传教
末阿莫精通帕提亚语，认识许多帕提亚贵族，在当时是摩尼教向东方传教最理想的人选。在末阿莫的东方传教团中包括几个书记、一个书籍插图画家，以及阿尔达班（Adarbān）王子。末阿莫在木鹿（Marv）（今土库曼斯坦马里）的传教很成功，他使得许多国王与王公、大公与贵族、王后与贵妇、王子与公主改宗了摩尼教，展示了光明使者的力量，完成了摩尼的命令与指示。末思信曾前往木鹿视察，非常满意那里的传教情况，并派人带两本圣书去见正在赞布城（Zamb）传教的末阿莫，允许其在木鹿抄写这些经书。这一时期，末阿莫奠定了东方教会的格局，并为未来摩尼教被迫害、大量信徒流亡中亚提供了基础。

## 影响
此后，摩尼教东方教会继续东行，越过阿姆河深入索格底亚那地区，并在那里顺利发展。6世纪后半叶，阿姆河地区的摩尼教徒以来自美索不达米亚的撒特·奥尔密兹德（Sād Ōhrmizd）为代表，脱离教廷，形成独立的教会“电那勿派”（Dēnāwars）。他们视末阿莫为自己的使徒统绪，称末阿莫为“真正信仰的推行者”，并认为自己才是保持了摩尼教传统的“纯净派”，以驻锡于索格底亚那的慕阇为首和巴比伦教廷分庭抗礼。也有学者认为萨特·奥尔密兹德才是这一教派的真正创始人。在中国流行的摩尼教主要来自这一时期的东方教会传承。约710-740年，在教皇米尔的努力之下，分裂局面结束，东方教会重新接受巴比伦教廷的领导。
末阿莫是摩尼教最重要的使徒之一，摩尼对他极其信任。在摩尼生命的最后时刻，末阿莫前往狱中探望摩尼。摩尼称呼末阿莫为“我最亲近的儿子”，并向他传递了“最后的书信”，交待了教会事务和最后的训导。通过末阿莫之手，最后一部大经《书信集》得以完成。摩尼教徒在每年的圣座节都要宣读这封信。此外，末阿莫精通帕提亚文，写作了大量帕提亚文赞美诗和宣教文本。敦煌文书《下部赞》中《叹明界文》为他所作，翻译自帕提亚语组诗《胡亚达曼》。